# 快打旋风3
《快打旋风3》是一款由卡普空公司制作和发行的清版动作类游戏。本游戏于1995年12月22日在日本地区超级任天堂上发行。于1995年12月21日在北美地区发行。
玩家可以在四个人物中进行选择。在本作中，主角增加几项新的能力。
《电子游戏月刊》给与本游戏的分数为5.675/10分。

## 故事大綱
瘋狂齒輪於前作中擊敗後瓦解，大都會市就此和平穩定，但原瘋狂齒輪的下級組織骷髏十字迅速崛起，使市民們感到恐懼與不安，凱（Guy）返回大都會，與哈格市長會面。然而骷髏十字突襲監獄並引爆炸彈，在市區引發大騷亂。女警官露西亞·摩根（Lucia Morgan）和神秘的街頭打者迪恩（Dean），凱和哈格共同並肩作戰，並迎接新的挑戰。

## 遊戲人物

### 英雄角色
- FINAL FIGHT III

| 角色名字      | 角色漢字                      | 格鬥流派                                                  | 特殊招式                            | 簡介 |
| DEAN SHEPARDS | 迪恩·谢帕兹                   | 我流（搭配聚集空氣中的能量並立刻使出電擊） （武器：鐵錘） | ‧无影真空擒 ‧疾電勾拳 ‧殛電狂暴     | 男，三代的主角，街頭格鬥家，具有發電的特殊能力。骷髏十字邀其加入幫會，遭拒絕後幫會派人殺害其家人，自此誓要報仇。 |
| LUCIA MORGAN  | 露西亞·摩根                   | 中國北腿 （武器：警用拐棍）                               | ‧天升腳 ‧炎焰腳 ‧超爆烈腳           | 女，METRO CITY特別犯罪調查班的刑警。                                                                             |
| GUY           | 凱 盖 盖伊                    | 武神流忍法 （武器：雙節棍）                               | ‧武神旋風腳 ‧通打 ‧千拳唯打掌       | 男，武神流忍法第39代繼承者。曾消滅多個邪惡組織的忍者。                                                           |
| MIKE HAGGAR   | 迈克·哈格 麦克·哈格 迈克·哈卡 | 摔角 （武器：水管）                                       | ‧螺旋雙截拳 ‧回轉斧振殺 ‧超螺旋打桩 | 男，美國METRO CITY市長，前任職業摔角手。                                                                         |

### SKULL CROSS
- SKULL CROSS領導層

| 角色名字 | 角色漢字 | 格鬥流派                                   | 簡介                                                                                         |
| BLACK    | 漆黑     | 總合格鬥術（摔角技+合氣道） （武器：鞭子） | 男，SKULL CROSS首領。                                                                        |
| STRAY    | 史特雷   | 拳擊 （武器：鐵釘拳套）                    | 男，SKULL CROSS第二把交椅，絕招為Drill Punch（鑽頭拳），曾是職業殺手，並策畫殺害DEAN的家人。 |
| WONG     | 王       | 少林羅漢拳 （武器：大佛珠）                | 男，加入SKULL CROSS駐守METRO CITY唐人街，表面經營中國料理餐館，並擔任餐館老闆。              |
| CAINE    | 凯恩     | 我流 （武器：大扳手）                      | 男，SKULL CROSS領導之一兼工程師，身型龐大且行動緩慢，駐守廢棄工場，興趣是改裝車輛。          |
| DRAKE    | 德雷克   | 我流 （武器：魚錨）                        | 男，SKULL CROSS的幹部，負責為SKULL CROSS經水路運送軍火，同樣參與殺害DEAN的家人。             |
| CALLMAN  | 科爾曼   | -                                          | 男，METRO CITY某條後街的酒吧Creep Eats的老闆兼保鑣，擅長肉搏戰。                             |
| DAVE     | 戴夫     | 警隊訓練 （武器：警用拐棍）                | 男，是位貪汙警察和骷髏十字成員聯手勾結並策畫攻擊監獄的計畫，擅長巨大跳躍。                   |

- SKULL CROSS打手

| 角色名字 | 角色漢字 | 格鬥流派 | 簡介                                                                                                 |
| May      | 五月     | -        | 女，表面是一名專業舞者實際是SKULL CROSS的刺客。                                                      |
| Hunter   | 獵人     | -        | 男，高大戴着曲棍球面具及棒球帽。但本人卻討厭運動                                                     |
| Fritz    | 弗里茨   | -        | 男，一名無賴，對敵時會扔可攻擊戰車的汽油瓶。（Joe為同模組角色，但Joe會使出翻筋斗等突擊用途的格鬥術） |
| Fat Jack | 胖杰克   |          | 男，使用足球技的人。（Arby為同模組角色）                                                             |
| Dirk     | 德克     |          | 男，低級嘍囉，套上金屬鋼爪。（Rick為同模組角色）                                                     |
| G        | -        | -        | 男，低級嘍囉。（Johnny為同模組角色）                                                                 |
| Ray      | 雷       | -        | 男，低級嘍囉，拳力有3hit連續技威力。（Billy為同模組角色）                                            |